# Mulfingen
Mulfingen est une commune de Bade-Wurtemberg (Allemagne), située dans l'arrondissement de Hohenlohe, dans la région de Heilbronn-Franconie, dans le district de Stuttgart.

## Personnalités liées à la ville
- Christoph Franz von Buseck (1724-1805), prince-évêque né à Jagstberg.